# 近藤虫疠霉
近藤虫疠霉（学名：Pandora kondoiensis）是属于虫霉目虫霉科虫疠霉属的一种真菌，寄生在蚜虫上。该种分布于中国、澳大利亚。